# Зелений камуфляж
Зелений камуфляж (англ. greenwashing, за аналогією з англ. whitewash — «відбілювання»), іноді грінвошинг — форма екологічного маркетингу, в якій широко застосовується «зелений» піар і методи, мета яких — ввести споживача в оману щодо цілей організації або виробника в екологічності продукції або послуги, представити їх у сприятливому світлі. Зелений камуфляж використовується для підтримки іміджу екологічно-орієнтованої компанії, отримання політичної підтримки, збільшення продажів. В останні десятиліття спостерігається стійке зростання явища: між 2007 і 2009 роком використання зеленого камуфляжу збільшилося на 79 %.

## Використання

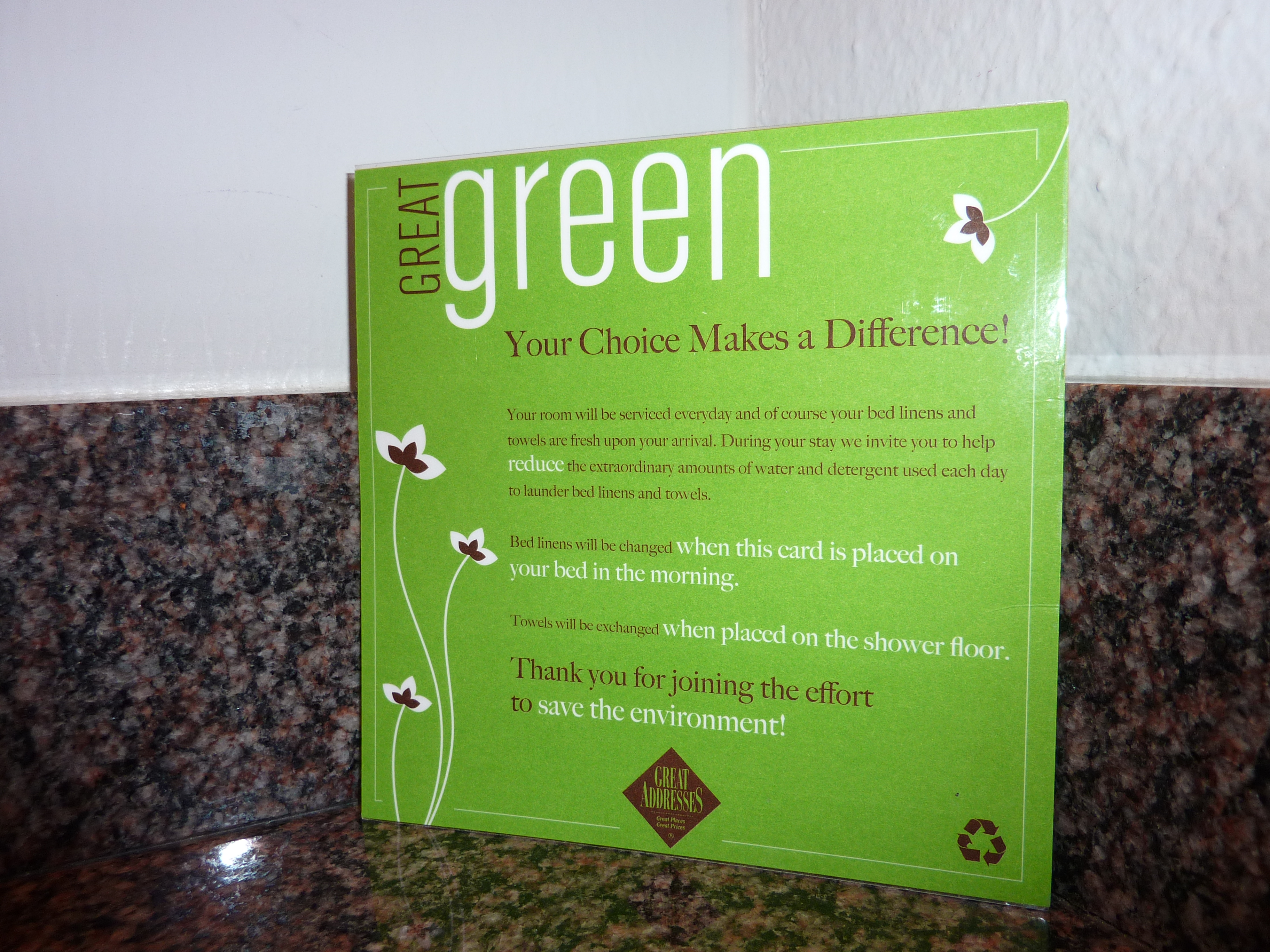
Плакат в готелі з проханням «зберігати довкілля»

Термін вперше був запропонований американським  енвайронменталістом Джеєм Вестервельтом в 1986 р. У своєму нарисі про готельний бізнес він описав практику вивішування готелями плакатів в номерах, в яких постояльців закликали багаторазово використовувати рушники, замість того щоб здавати їх в пральню, таким чином «зберігаючи» довкілля. Насправді, мета, яку переслідували готелі — скоротити витрати на прання білизни. Вестевельд описав поведінку, яка переслідує метою головним чином отримання прибутку, а не реальну турботу про довкілля, як «зелений камуфляж».
Термін застосовується до випадків, коли компанії рекламують свої екологічні переваги та досягнення, замість реальних вкладень у «зелені» технології. Яскравим прикладом є наклеювання на ємність з хімікатами для сільського господарства яскравих етикеток з зеленими деревами і листочками, які повинні викликати почуття впевненості в безпеці і екологічності продукту всередині.
Омбудсмен  Норвегії по споживчих товарах виявив випадки, коли виробник автомобілів стверджував, що його машини —  екологічно чисті. Тепер виробникам заборонено вживати в рекламі подібні терміни, адже автомобілі самі по собі не можуть нести довкіллю нічого, крім шкоди. Різниця лише в тому або іншому ступені негативного впливу.
До зеленого камуфляжу можна віднести не тільки матеріальні об'єкти, а й послуги, або акції. Наприклад, відома акція «Година Землі», суть якої полягає у вимкненні світла на одну годину, може вважатися «зеленим камуфляжем», адже в дійсності не має високої екологічної значимості. Замість цього вона може створювати в учасників відчуття «виконаного обов'язку», який не потребує значних зусиль у скороченні споживання або реорганізації свого способу життя.

## Історія
- 1960-ті. У західних країнах в цей час починається популяризація екологічного руху. Це підштовхнуло багато компаній створювати собі позитивний «зелений» образ за допомогою реклами.
- 1970-ті. У зв'язку з широким розповсюдженням «зелених» ідей, багато компаній почали витрачати значні суми на «зелений камуфляж». Наприклад, комунальна служба США витратила 300 мільйонів доларів на рекламування себе, як екологічно-чистої компанії. При цьому на дослідження методів зменшення забруднення було витрачено в 8 разів менше[5].
- 1980-ті. Нафтова компанія Chevron запускає рекламний ролик «People do». Через два роки соціологічні опитування показали, що жителі  Каліфорнії більше схильні довіряти Chevron, як компанії з зеленим іміджем, ніж іншим нафтовим компаніям[5].
- 1990-ті. Згідно з результатами дослідження, опублікованими в журналі Американської хімічної ради, 58 % «екологічних» заяв містять як мінімум одну брехливу деталь.
  - У 1998 р. Федеральна торгова комісія створила «керівні зелені принципи», в яких дано визначення термінів, що використовуються в екологічному маркетингу.
  - У 1999 р. термін «зелений камуфляж» було внесено в Оксфордський словник англійської мови[5].
- 2000-ті.  BP, друга в світі за величиною нафтовидобувна компанія, починає ребрендинг компанії. Було змінено гасло і логотип компанії, який став поєднувати в собі зелені і жовті сонячні промені.
  - У 2002 році на Саміті Землі (англ. Earth Summit) в Йоганнесбурзі відбулося вручення «Оскара за зелений камуфляж». Серед тих, хто отримали нагороду — BP, ExxonMobil і уряд США[5].

## Боротьба із зеленим камуфляжем у різних країнах

### Австралія
Відповідно до Закону про торгову практику (англ. Trade Practices Act), будь-якій компанії, яка буде викрита у введенні споживачів в оману за допомогою неправдивих заяв про екологічність продукту, загрожує штраф до 1,1 мільйона  доларів США. Крім того вона буде примушена за свій рахунок поширити правдиву інформацію про вплив свого продукту на довкілля.

### Канада
Компанії попереджаються про неприпустимість використання розпливчастих заяв щодо впливу своїх продуктів на довкілля. Будь-які відомості, які поширює компанія, повинні бути легко перевірені вільними і доступними даними.

### США
Федеральною торговою комісією встановлено ряд керівних принципів для екологічного маркетингу. Принципи не є законом, але у випадках, коли компанії вводять споживачів в оману, комісія вправі переслідувати такі компанії в законному порядку.
Нижче перераховано ці керівні принципи.
- Ясність і доступність інформації. Простота мови забезпечує розуміння для будь-яких споживачів і знижує ймовірність обману, прихованого за складними формулюваннями.
- Заяви щодо тієї чи іншої екологічної якості продукту повинні ясно вказувати, яка частина продукту (упаковка, вміст, весь продукт повністю і т. д.) має цю якість. Приміром, якщо заявляється, що продукт може бути відправлений на переробку, а на ділі деякі з його компонентів не можуть бути перероблені, така заява є помилковою.
- Екологічні вигоди не повинні перебільшуватися прямо або побічно, якщо дійсна вигода не настільки велика.
- У разі порівняльних заяв, вони повинні бути складені так, щоб була очевидна основа для порівняння. Крім того, будь-яке порівняння повинно бути обґрунтованим.

Організації та приватні особи роблять спроби боротьби з зеленим камуфляжем. В 2011 р. вийшов документальний фільм Greenwashers, який підіймає багато актуальних питань, пов'язаних з явищем . Орегонський університет створив Базу випадків камуфляжу, до якої громадськість може вносити повсякденні приклади. Грінпіс веде спеціальний блог, де оцінюються випадки несумлінного зеленого маркетингу.

## Іноземна література
- Catherine, P. (n.d). Eco-friendly labelling? It's a lot of 'greenwash'. Toronto Star (Canada), Retrieved from Newspaper Source database.
- Clegg, Brian. 2009. Eco-logic: Cutting Through the Greenwash: Truth, Lies and Saving the Planet. London: Eden Project. ISBN 978-1-905811-25-0.
- Dobin, D. (2009). Greenwashing harms entire movement. Lodging Hospitality, 65(14), 42. Retrieved from Business Source Premier database
- Greer, Jed, and Kenny Bruno. 1996. Greenwash: The Reality Behind Corporate Environmentalism. Penang, Malaysia: Third World Network. ISBN 983-9747-16-9.
- Jenny, D. (n.d). New reports put an end to greenwashing. Daily Telegraph, The (Sydney), Retrieved from Newspaper Source database.
- Jonathan, L. (n.d). Why 'greenwash' won't wash with consumers. Sunday Times, The, Retrieved from Newspaper Source database.
- Lippert, I. (2011). Greenwashing. In K. Wehr, editor, Encyclopedia of Green Culture [Архівовано 5 квітня 2015 у Wayback Machine.]. New Delhi: Sage Publications. ISBN 978-1-4129-9693-8. http://dx.doi.org/10.4135/9781412975711.n67
- Lubbers, Eveline. 2002. Battling Big Business: Countering Greenwash, Infiltration, and Other Forms of Corporate Bullying. Monroe, ME: Common Courage Press. ISBN 1-56751-224-0
- Priesnitz, W. (2008). Greenwash: When the green is just veneer. Natural Life, (121), 14-16. Retrieved from GreenFILE database.
- Tokar, Brian. 1997. Earth for Sale: Reclaiming Ecology in the Age of Corporate Greenwash. Boston: South End Press. ISBN 0-89608-558-9.
- (2009). Greenwashing culprits to be foiled ahead of business summit. European Environment & Packaging Law Weekly, (159), 28. Retrieved from GreenFILE database